# Suillia imberbis
Suillia imberbis är en tvåvingeart som beskrevs av Leander Czerny 1924. Suillia imberbis ingår i släktet Suillia och familjen myllflugor. Arten har ej påträffats i Sverige. Inga underarter finns listade i Catalogue of Life.